# Mieczysław Kniewski
Mieczysław Kniewski pseud. Sergiusz, Władek, Helski (ur. 16 marca 1905 w Grodzisku Mazowieckim, zm. po 1934 w ZSRR) - działacz Związku Młodzieży Komunistycznej (ZMK), sekretarz KC ZMK, sekretarz okręgowy ZMK na Górnym Śląsku.
Syn Józefa i Władysławy Zdzielnickiej, brat Władysława. W wieku 12 lat został ślusarzem w fabryce "Gerlacha". W 1925 wstąpił do ZMK (w 1930 przemianowanego na KZMP). W latach 1925–1926 był członkiem Komitetu Dzielnicowego (KD) ZMK na Woli, W marcu 1928 został sekretarzem Komitetu Okręgowego (KO) ZMK na Górnym Śląsku, w połowie 1929 członkiem Komitetu Warszawskiego i Komitetu Centralnego (KC) ZMK, a w kwietniu 1930 sekretarzem KC ZMK. Jednocześnie był redaktorem fabrycznej gazetki młodzieżowej w fabryce Gerlacha. Brał udział w V Zjeździe KPP w 1930. Kilkakrotnie aresztowany za działalność komunistyczną. W 1934 zwolniony z więzienia z powodu choroby, wyjechał do ZSRR, gdzie zmarł.